# Murambi
Murambi est une ville et un secteur du district de Rulindo de la province du Nord, au Rwanda. 
La ville fait partie des villes rwandaises ayant un centre commémoratif du génocide.